# Emeric Jenei
Emeric Jenei o Imre Jenei (también conocido como Emerich Jenei o Emeric Ienei; nacido el 22 de marzo de 1937, en Agriş) es un exfutbolista y actual entrenador rumano de etnia húngara. Jugó como centrocampista defensivo y durante doce temporadas fue jugador del Steaua Bucarest. También jugó doce partidos en la selección de fútbol de Rumania. En mayo de 1986 ganó la Copa de Europa como entrenador del Steaua Bucarest. Es considerado uno de los mejores entrenadores rumanos, junto con Ştefan Kovács, Mircea Lucescu o Anghel Iordănescu.
En el 25 de marzo de 2008 fue condecorado por el presidente de Rumania, Traian Băsescu, con el Orden "Meritul Sportiv" (segunda clase), por su contribución al triunfo de 1986.
- Datos: Q369328
- Multimedia: Emerich Jenei / Q369328